# Eugen von Wrbna-Freudenthal
Graf Eugen von Wrbna-Freudenthal (* 25. März 1822, anderes Datum 20. März 1822 in Wien; †  21. Jänner 1882 ebenda) war ein österreichischer Generalmajor.

## Leben

### Herkunft
Eugen von Wrbna-Freudenthal entstammte dem Geschlecht der Wrbna (auch Würben) und war das jüngste Kind des Geheimrats und Oberststallmeisters Graf Eugen von Wrbna-Freudenthal (* 4. September 1786 in Wien; † 24. März 1848 ebenda) und dessen Ehefrau Gräfin Barbara (* 14. Februar 1793 in Wien; † 9. Januar 1858 in Neapel), eine Tochter von Charles Michel Erdödy de Monyorókerék-Monoszló (1770–1833); er hatte noch sechs Geschwister.
Der Schwiegervater seiner Schwester Marie-Thérese (* 1. April 1812 in Wien; † 12. März 1890 ebenda) war der Wirkliche Geheime Rat und Kämmerer Anton Friedrich Mittrowsky von Mittrowitz und Nemischl. Seine Schwester Caroline (* 11. Dezember 1815 in Wien; † 18. Oktober 1843 in Krimic) war mit dem Industriellen Johann von Lobkowitz (1799–1878) verheiratet.
Sein Großvater war der Oberstkämmerer Rudolph von Wrbna und sein Onkel der Feldmarschallleutnant Ladislaus von Wrbna-Freudenthal.
Er blieb zeit seines Lebens unverheiratet.

### Werdegang
Eugen von Wrbna-Freudenthal trat bereits in jungen Jahren als Soldat in die kaiserliche Armee ein und wurde 1844 zum Leutnant bei den Coburg-Ulanen Nr. 1 befördert.
Bereits nach kurzer Zeit wurde er Rittmeister bei den Fürst-Reuß-Husaren Nr. 7, darauf Major und 1850 Oberstleutnant im Regiment von Kaiser Franz, dessen Flügeladjutant er wurde.
1851 wurde er als zweiter Oberst zu den Franz-Joseph-Ulanen Nr. 4 und 1852 in gleicher Funktion in das Erzherzog-Carl-Ludwig-Ulanen-Regiment Nr. 7 versetzt; im gleichen Jahr wurde er darauf Oberst und Regimentskommandeur  der Clam-Gallas-Ulanen Nr. 10.
Am 1. März 1859 erfolgte seine Beförderung zum Generalmajor und Brigadier im I. Infanterie-Armeekorps. Nachdem er sich einige Jahre beurlauben ließ, übernahm er das Kommando einer Brigade beim III. Armeekorps in Graz, bevor er 1866 seinen aktiven Dienst quittierte.

### Dienstliches Wirken
Während der italienischen Unabhängigkeitskriege erhielt Eugen von Wrbna-Freudenthal am 23. Juli 1848  bei der Erstürmung der Höhen von Sona, Madonna del Monte und St. Giorgio in Salice in der Provinz Verona den Befehl, die in einem Hohlweg postierte 400 Mann starke feindliche Abteilung der Savoyarden anzugreifen. Trotz des ungünstigen Geländes gelang es ihm, nach einer raschen Attacke, 75 Gefangene zu machen, worunter sich ein Stabsoffizier und 6 Oberoffiziere befanden.
Am 26. Juli 1848, bei der Erstürmung Voltas, ritt er dem Feind mit einer Eskadron entgegen und attackierte diese. Aufgrund der Gegenwehr, erteilte er den Befehl zum Rückzug, wurde hierbei jedoch selbst mit vier Husaren im Ort Volta von seiner Eskadron abgeschnitten. Mit diesen vier Husaren führte er mehrere Attacken durch und befreite mehrere Straßen und Gassen vom Feind, sodass mit Unterstützung der Infanterie der Ort genommen werden konnte.
Später wurde er zum k.k. Kämmerer ernannt und war Mitbesitzer der Herrschaft Waltersdorf in Mähren.

## Orden und Ehrenauszeichnungen
Aufgrund seines Einsatzes während der italienischen Unabhängigkeitskriege erhielt Eugen von Wrbna-Freudenthal zuerst das Militärverdienstkreuz darauf den Orden der Eisernen Krone III. Klasse mit Kriegsdekoration. 1849 erhielt er den Verdienstorden der Bayerischen Krone (Komtur), am 28. Mai 1851 den Großherzoglich Hessischen Ludwigsorden (Kommandeur I. Klasse) und 1853 den belgischen Leopoldsorden.
Weitere Auszeichnungen erhielt er unter anderem aus der Toskana und Parma sowie von Russland den Adlerorden II. Klasse mit Brillanten und von Preußen den Roten Adlerorden zweiter Klasse mit Schwertern.